# Sujetador (fútbol americano)

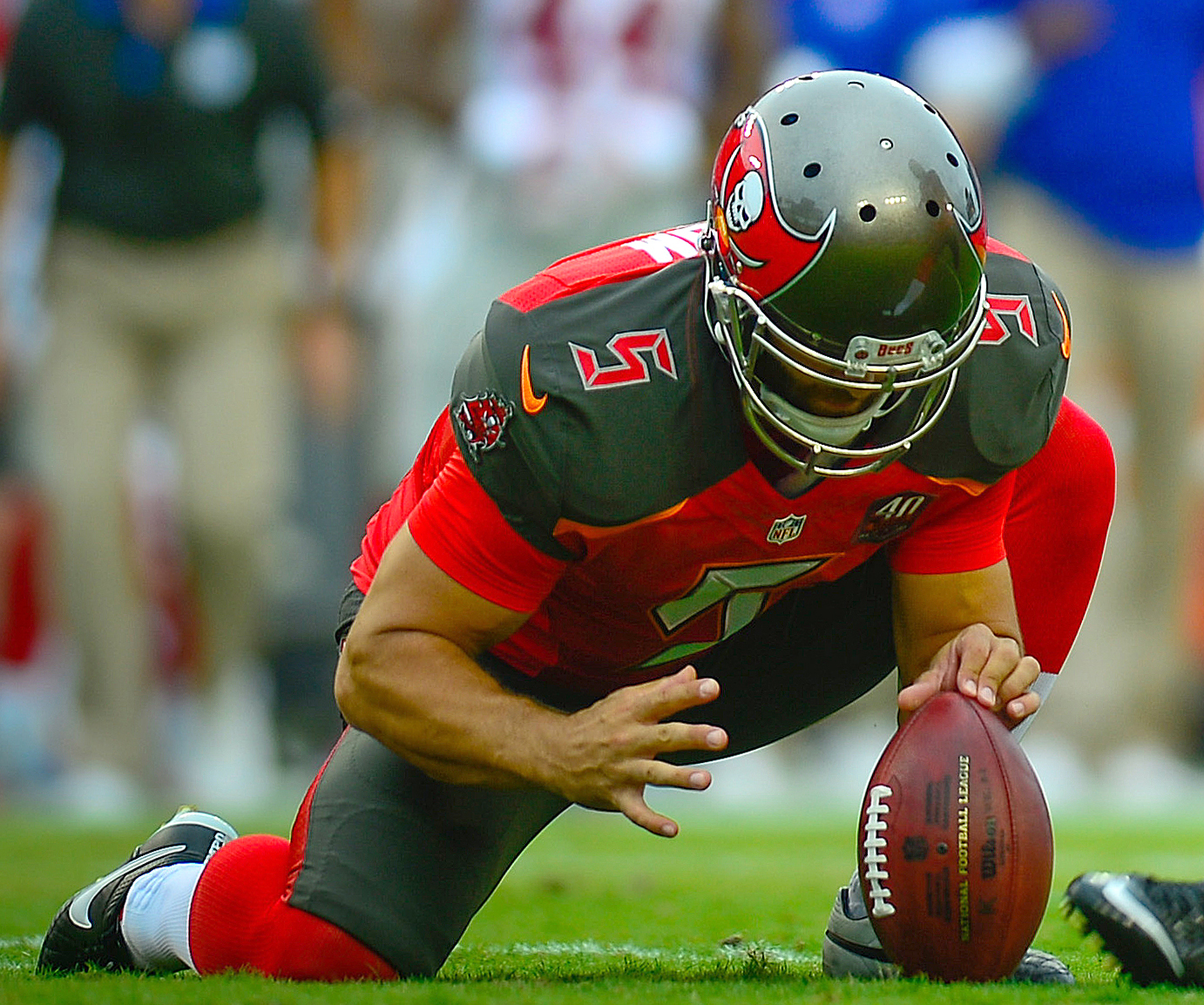
Jacob Schum de los Tampa Bay Buccaneers haciendo de sujetador.

El sujetador también llamador a veces sostenedor, y en inglès holder (H), es un tipo de jugador especial de fútbol americano.
El sujetador es el encargado de recibir el snap que hace el long snapper en el gol de campo o el punto extra y colocar la pelota para el pateador.  
Al inicio de la jugada el sujetador está situado unas 7 o 8 yardas por detrás de la línea de golpeo, con una rodilla en el suelo y mirando de lado al snapper. Una vez recibida la pelota, su función es colocarla rápidamente en tierra, verticalmente, con una punta tocando el suelo y la otra sostenida en equilibrio con uno o dos dedos. Acostumbra a poner las cuerdas que tiene la pelota en el lado contrario del pateador, para asegurar un buen contacto en el momento del golpeo.
Debido a las restricciones de fichas, los equipos tienen un número de jugadores limitado, el sujetador es una de las pocas posiciones del fútbol americano que no tiene sólo esta función. Tiempo atrás acostumbraban a ser corredores o receptores los que hacían esta función, pero últimamente la hacen mayoritariamente los pateadores de despeje, dado que al formar todos parte de los equipos especiales (con el long snapper), pasan más tiempo juntos y pueden entrenarla más.
A veces la función de sostenedor la cubre un quarterback, habitualmente suplente, para poder hacer una jugada de engaño y en lugar de colocar la pelota buscar una jugada de pase o de carrera.
Un caso curioso fue el de Patricia Palinkas, la primera mujer en jugar a fútbol americano en un equipo profesional, haciendo de sujetadora de su marido en 1970 en los Orlando Panthers.